# تیم ملی فوتبال ویتنام

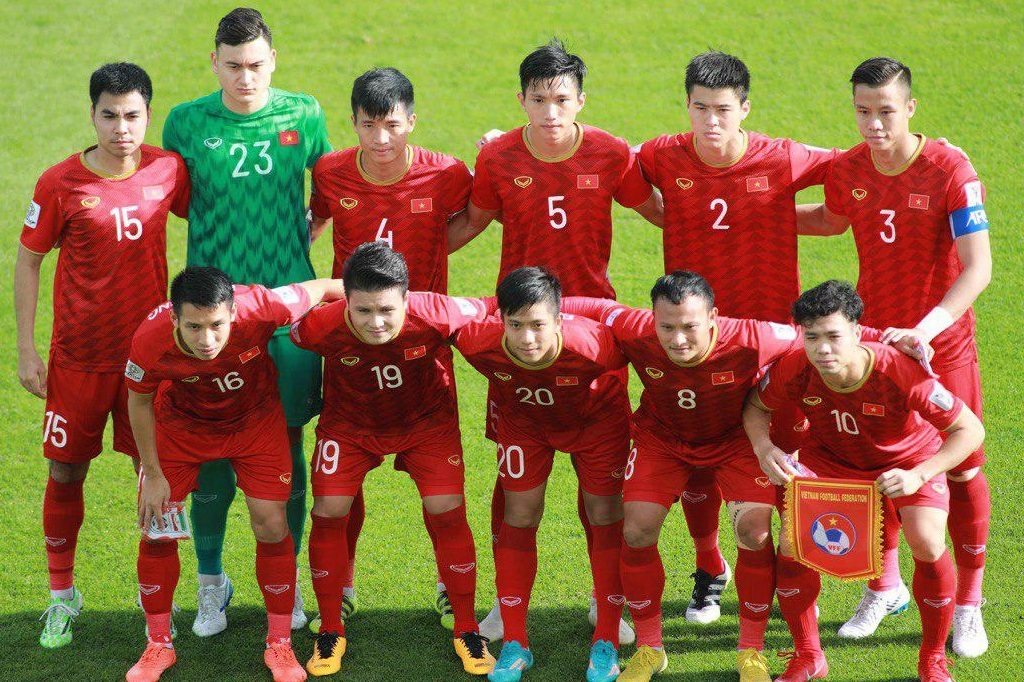
تیم ملی فوتبال ویتنام در سال ۲۰۱۹

تیم ملی فوتبال ویتنام نماینده فوتبال کشور ویتنام در مسابقات بین‌المللی است. این تیم زیر نظر فدراسیون فوتبال این کشور فعالیت می‌کند.
ویتنام هیچگاه به جام جهانی فوتبال راه نیافته است.

## نتایج درجام جهانی
- ۱۹۳۰: حضور نداشت
- ۱۹۳۴: حضور نداشت
- ۱۹۳۸: حضور نداشت
- ۱۹۵۰: حضور نداشت
- ۱۹۵۴: حضور نداشت
- ۱۹۵۸: حضور نداشت
- ۱۹۶۲: حضور نداشت
- ۱۹۶۶: حضور نداشت
- ۱۹۷۰: حضور نداشت
- ۱۹۷۴: حضور نداشت
- ۱۹۷۸: حضور نداشت
- ۱۹۸۲: حضور نداشت
- ۱۹۸۶: حضور نداشت
- ۱۹۹۰: حضور نداشت
- ۱۹۹۴: دور مقدماتی
- ۱۹۹۸: دور مقدماتی
- ۲۰۰۲: دور مقدماتی
- ۲۰۰۶: دور مقدماتی